# USS George Washington (CVN-73)
USS George Washington (CVN-73) – amerykański lotniskowiec z napędem atomowym, szósty okręt typu Nimitz. Służy w Marynarce Wojennej Stanów Zjednoczonych od 1992. Nazwany na cześć prezydenta George'a Washingtona. Portem macierzystym okrętu był do 2008 Norfolk w stanie Wirginia.
Stępkę pod okręt położono 25 sierpnia 1986. Okręt został zwodowany 21 lipca 1990 i wszedł do służby 4 lipca 1992.
7 kwietnia 2008 okręt opuścił Norfolk i popłynął do Japonii, gdzie jest bazowany, zastępując USS "Kitty Hawk", który 31 stycznia 2009 został wycofany ze służby. Jest jedynym amerykańskim lotniskowcem bazowanym poza terytorium Stanów Zjednoczonych a zarazem pierwszym lotniskowcem o napędzie atomowym bazującym w Japonii.

## Pożar w 2008
22 maja 2008 u brzegów Ameryki Południowej na okręcie wybuchł pożar który uszkodził 80 z 3800 pomieszczeń okrętu. 37 marynarzy odniosło obrażenia. Ugaszenie pożaru zajęło 12 godzin. 27 maja lotniskowiec przybył do bazy w Coronado nieopodal San Diego i przeszedł naprawy. Z tego powodu przybycie lotniskowca do Japonii opóźniło się. Opuścił San Diego 21 sierpnia.
Dochodzenie marynarki wykazało, że ogień został wywołany przez niedozwolone palenie papierosów w pomieszczeniach okrętu, gdzie jest to wysoce niebezpieczne, w pobliżu nieprawidłowo składowanych łatwopalnych materiałów. 30 lipca 2008 dowódca okrętu i jego zastępca zostali karnie usunięci ze swoich stanowisk.